# Paraíba
Paraíba, amtlich portugiesisch Estado da Paraíba, ist ein Bundesstaat im Nordosten von Brasilien, in dem mit dem Ponta do Seixas der östlichste Punkt auf dem Festland des amerikanischen Doppelkontinents liegt. Er ist benannt nach dem Fluss Rio Paraíba.

## Geographie
Paraíba grenzt an die brasilianischen Bundesstaaten Rio Grande do Norte, Ceará und Pernambuco sowie an den Atlantischen Ozean. Etwa zwei Drittel des Bundesstaates liegen zwischen 300 und 900 Höhenmetern.
Das Klima ist tropisch und im Landesinneren semiarid mit längeren Perioden ohne Niederschlag. Im ozeannahen Litoral sind Regenfälle dagegen üppig.

## Geschichte

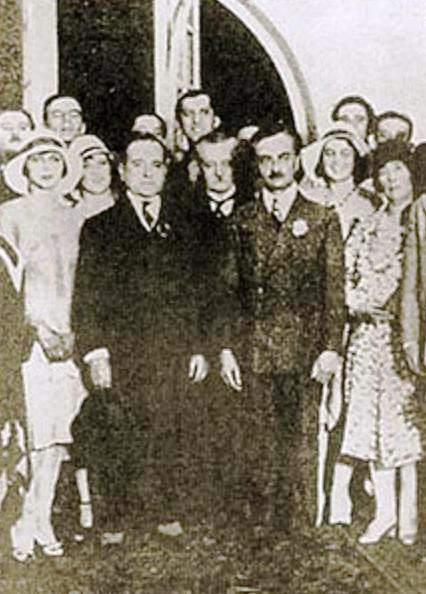
Getúlio Dornelles Vargas und João Pessoa

Paraíba gehört zu den älteren Bundesstaaten Brasiliens.
Zu Beginn des 16. Jahrhunderts waren es zumeist Franzosen, welche die Küsten der Region dominierten und Kontakt mit der indianischen Bevölkerung suchten. Im Jahr 1585 gründete der Portugiese João Tavares an der Mündung des Paraíba-Flusses das Fort São Felipe, aus dem sich dann die Stadt Filipéia de Nossa Senhora das Neves – das heutige João Pessoa – entwickelte.
Zwischen 1634 und 1654 wurde die Region durch die Holländer besetzt, die durch portugiesische Kräfte unter André Vidal de Negreiros vertrieben wurden.
Die einheimische indianische Bevölkerung war in all den Jahren ein konstanter Unruheherd. Neben militärischen Aktionen wurde sie aber vor allem durch eine Pockenepidemie im Jahr 1599 zurückgedrängt, der zwei Drittel der Bevölkerung zum Opfer fielen.
Im Jahr 1753 wurde Paraíba dem Kapitanat Pernambuco unterstellt, dies wurde aber schon 1799 wieder aufgehoben. Paraíba nahm an der Revolution von 1817 (Revolte von Pernambuco) und 1824 an der sezessionistischen Äquator-Konföderation (Confederação do Equador) teil.
Im Jahr der Revolution von 1930 wurde der als Vizepräsident vorgeschlagene paraíbanische Gouverneur João Pessoa Cavalcânti de Albuquerque ermordet. Ihm zu Ehren erhielt die Hauptstadt Paraíbas seinen Namen und wurde in der Flagge des Bundesstaates das portugiesische Wort „nego“ (deutsch: „Ich verweigere.“) aufgenommen als Zeichen der Ablehnung des damaligen Präsidenten Washington Luís Pereira de Sousa.

## Politik
Bei den Gouverneurswahlen in Brasilien 2018 für die Exekutive wurde João Azevêdo, damals Mitglied des PSB, heute der Cidadania, für die Amtszeit von 2019 bis 2023 zum 51. Gouverneur gewählt. Bei der Gouverneurswahl in Paraíba 2022 wurde Azevêdo für die Amtszeit von 2023 bis 2027 wiedergewählt.
Die Legislative wird von 36 gewählten Abgeordneten in der Legislativversammlung von Paraíba ausgeübt. Der Staat entsendet 12 Bundesabgeordnete in die Abgeordnetenkammer und drei Bundessenatoren in den Bundessenat des Nationalkongresses.

## Demographie
Paraíba hatte laut Volkszählung von 2010 3.766.528 Bewohner. Die Einwohnerschätzung des IBGE bezifferte die Zahl zum 1. Juli 2021 auf 4.059.905 Bewohner.

### Bevölkerungsentwicklung
Quelle IBGE (Angabe für 2021 ist lediglich eine Schätzung zum 1. Juli 2021)

### Bevölkerungsdichte

Bevölkerungsdichte in Paraíba (2010).
0–25 Ew./km²
25–50 Ew./km²
50–100 Ew./km²
100–150 Ew./km²
150–200 Ew./km²
200–300 Ew./km²
300–400 Ew./km²
400–500 Ew./km²
> 500 Ew./km²

## Städte

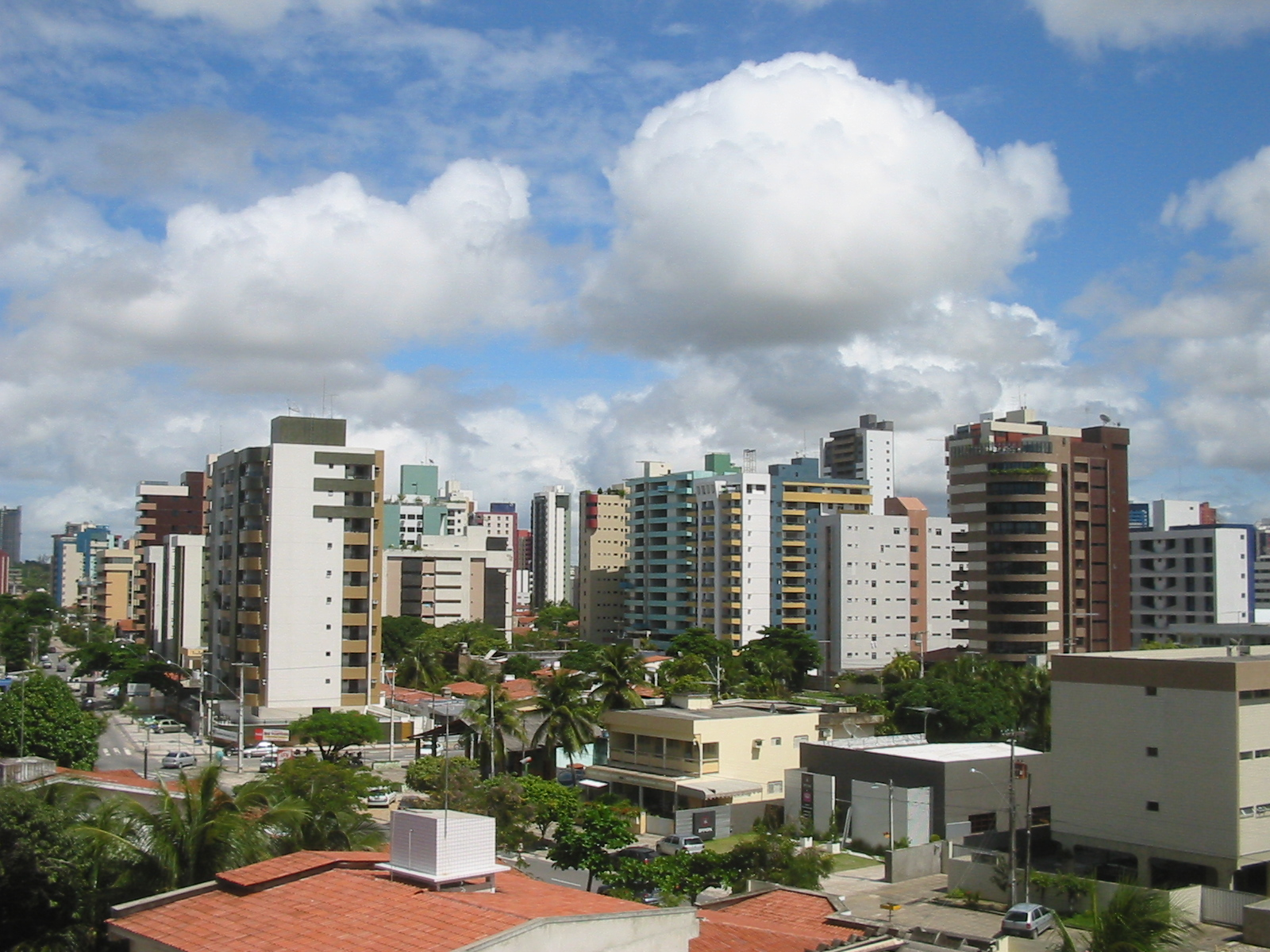
Hauptstadt: João Pessoa

Der Bundesstaat ist in 223 Gemeinden, den municípios (deutsch Munizips), gegliedert.
|  | Stadt          | Nr. | Einwohner |
|  | -------------- | --- | --------- |
|  | João Pessoa    | 001 | 809.015   |
|  | Campina Grande | 002 | 409.731   |
|  | Santa Rita     | 003 | 136.586   |
|  | Patos          | 004 | 107.605   |
|  | Bayeux         | 005 | 96.880    |
|  | Sousa          | 006 | 69.444    |
|  | Cabedelo       | 007 | 67.736    |
|  | Cajazeiras     | 008 | 61.993    |
|  | Guarabira      | 009 | 58.833    |
|  | Sapé           | 010 | 52.625    |

## Wirtschaft
Die Wirtschaft Paraíbas basiert auf der Landwirtschaft (Zuckerrohr, Ananas, Maniok, Mais, Bohnen), Industrie (Nahrungsmittel, Textilien, Ethanol), Tierzucht und dem Tourismus, mit unter anderem dem größten Fest des Heiligen Johannes in ganz Brasilien.